# Секст Кальпурній Агрікола
Секст Кальпурній Агрікола (лат. Sextus Calpurnius Agricola; близько 125 —169) — державний і військовий діяч Римської імперії, консул-суффект 154 року.

## Життєпис
Про дату й місця народження, а також родину мало відомостей. У 154 році призначений консулом-суффектом разом з Гаєм Юлієм Статієм Севером. З 158 року як імператорський легат—пропретор керував провінцією Верхня Германія. У 161 році його призначено імператорським легатом у провінцію Британія. Під час своєї каденції Агріколі довелося придушувати численні повстання на півночі та в центрі Британії. У зв'язку з цим він у 163 році залишив Антонінів вал та область Каледонію (сучасна південна Шотландія), відвівши легіони за Адріанів вал. 
У 166 року став імператорським легатом—пропретором у провінції Дакія та очільником V Македонського легіону. Узяв активну участь у війні з маркоманами, квадами, убіями та язигами. У 168 році його призначено намісником провінції Нижня Мезія. Здійснив успішний похід до Північних Альп. Помер під час кампанії 169 року.